# گمینا دویکوزه
گمینا دویکوزه (به لهستانی:  Gmina Dwikozy) یک گمینا در لهستان است که در شهرستان ساندومیژ واقع شده‌است. گمینا دویکوزه ۸۴٫۷۹ کیلومتر مربع مساحت و ۸٬۹۷۴ نفر جمعیت دارد.